# Я в зоопарку
Me at the zoo (з англ. «Я в зоопарку») — найперше відео, завантажене на відеохостингову платформу YouTube. Опублікував співзасновник сайту Джавед Карім 23 квітня 2005 року о 20:27:12 за тихоокеанським часовим поясом (24 квітня 2005 року о 3:27:12 за UTC) на YouTube-каналі «jawed» (Джавед Карім створив обліковий запис у день публікації відео).
Дев'ятнадцятисекундне відео, з Карімом у головній ролі, записав його шкільний друг Яків Лапицький у зоопарку Сан-Дієго, неподалік від слонів.

## Опис
У відео сказано:

Гаразд, ось ми і перед слонами, і класна річ у цих хлопцях полягає в тому, що вони мають дуже-дуже-дуже довгі, хм, хоботи, і це, це круто, і це все, що можна сказати.
Оригінальний текст (англ.)
All right, so here we are in front of the, uh, elephants, and the cool thing about these guys is that, is that they have really, really, really long, um, trunks, and that's, that's cool, and that's pretty much all there is to say.

2013 року YouTube увів нову вимогу, що пропонує використовувати облікові записи Google+ у зв'язці з каналом YouTube. У відповідь на це Джавед оновив опис відеоролика і додав дві анотації до відео[які?].
У листопаді 2021 року Джавед Карім розкритикував рішення відеохостингу YouTube прибрати лічильник дизлайків під відео, змінивши опис відео «Me at the zoo»..

Коли всі ютубери згодні з тим, що видалення лічильника дизлайків — дурна ідея, ймовірно, так воно і є. Пробуй далі, YouTube. 🤦‍♂
Оригінальний текст (англ.)
When every YouTuber agrees that removing dislikes is a stupid idea, it probably is. Try again, YouTube🤦‍♂️

Через кілька днів Карім знову оновив опис, у якому детальніше засудив рішення YouTube.

## Оцінки
Газета «Лос-Анджелес Таймс» вважає, що «як перше відео, завантажене на YouTube, воно відіграло ключову роль в фундаментальній зміні того, як люди споживають медіа, і допомогло увійти в „золоту еру“ шістдесятисекундних відеороликів». Газета «Обзервер» критикує якість відеоролика, називаючи її «убогою» (англ. poor).
Станом на 2024 рік відеоролик все ще доступний на YouTube  і має більш ніж 300 млн переглядів, 16 млн відміток «Мені подобається», і більше 11 млн коментарів, а в самого каналу Джаведа більше 4 млн підписників. 2019 року відео прокоментував офіційний Youtube-канал зоопарку Сан Дієго: «Ми дуже раді, що найперше відео на YouTube знято у нас!». На коментар відреагував сам Jawed, залишивши «сердечко».